# (1549) Mikko
(1549) Mikko – planetoida z pasa głównego asteroid okrążająca Słońce w ciągu 3 lat i 122 dni w średniej odległości 2,23 au. Odkrył ją Yrjö Väisälä 2 kwietnia 1937 roku w Obserwatorium Iso-Heikkilä w Turku. Nazwa planetoidy pochodzi od Mikko Arthura Levandera, fińskiego pastora oraz astronoma amatora, teścia odkrywcy. Przed nadaniem nazwy planetoida nosiła oznaczenie tymczasowe (1549) 1937 GA.